# Yachts de Paris
Yachts de Paris est une entreprise française fondée en 1993, par Marc Bungener avec le premier bateau de la flotte, le yacht Don Juan I, long de 30 mètres. Les principales activités que l'entreprise propose sont : les excursions en bateaux, la location de bateaux, l'organisation d'événements et la gastronomie. Yachts de Paris est associé à Lenôtre, depuis 2011 afin de proposer une cuisine française haut-de-gamme. La compagnie compte sept bateaux et trois espaces privatisables. Les bateaux sont accessibles depuis deux ports à Paris : le port Henri IV et le port de Javel.
Le bateau restaurant Don Juan II est dédié aux dîners croisières et le Chef Frédéric Anton en dirige la cuisine.
Le 26 juillet 2024, le bateau Paquebot  a transporté la délégation française pendant la cérémonie d'ouverture des Jeux olympiques de Paris 2024.

## Histoire

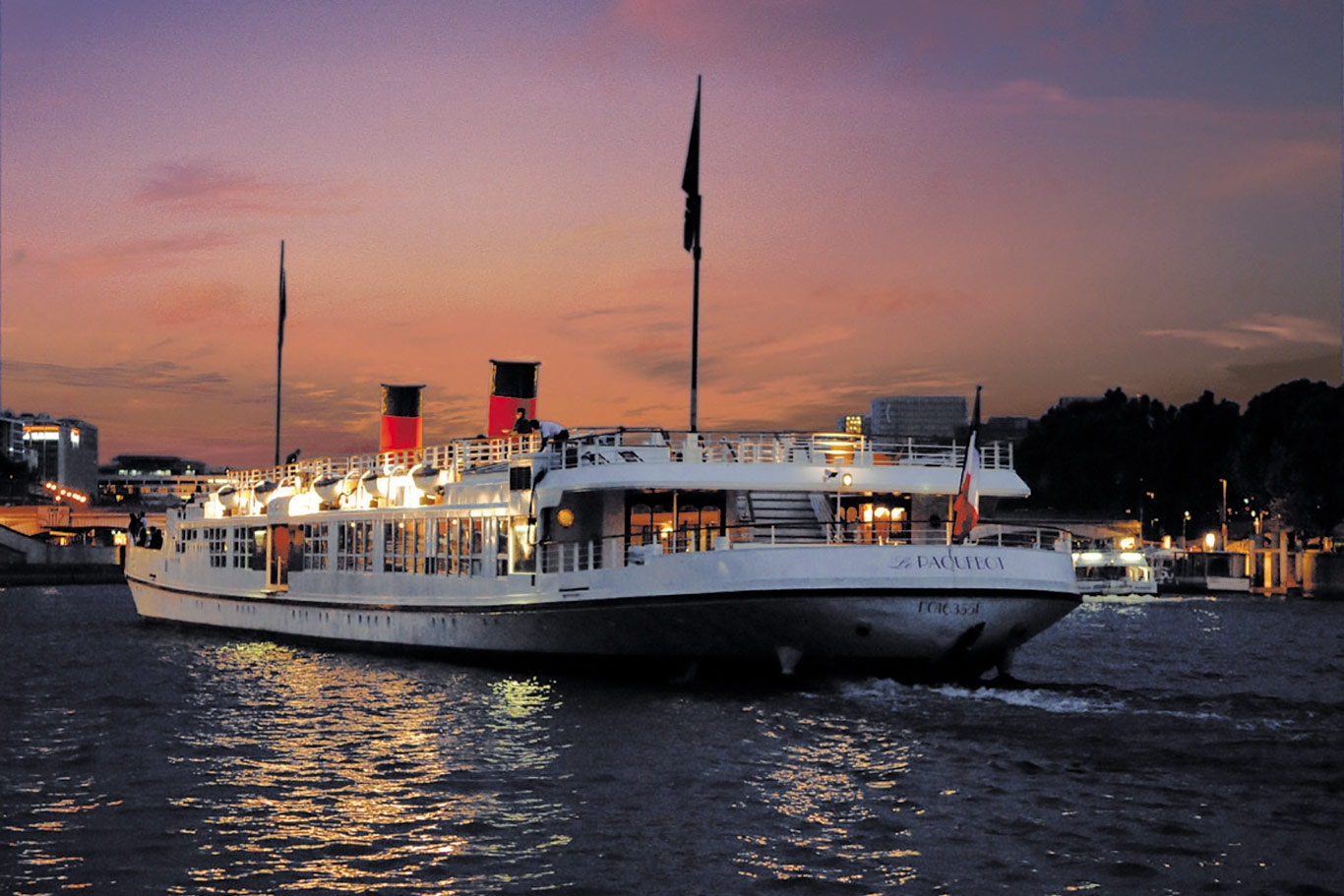
Paquebot.

2011:  Lenôtre, racheté par Sodexo, devient partenaire des Yachts de Paris.
2022: Le bateau restaurant Don Juan II obtient une première étoile au Guide Michelin
 

2023: L'étoile du Don Juan II est renouvelée et le bateau Cachemire devient le premier bateau 100% électrique de la flotte,,. Les Yachts de Paris ont accueilli le Dior Spa Cruise durant le mois de juillet 2023.

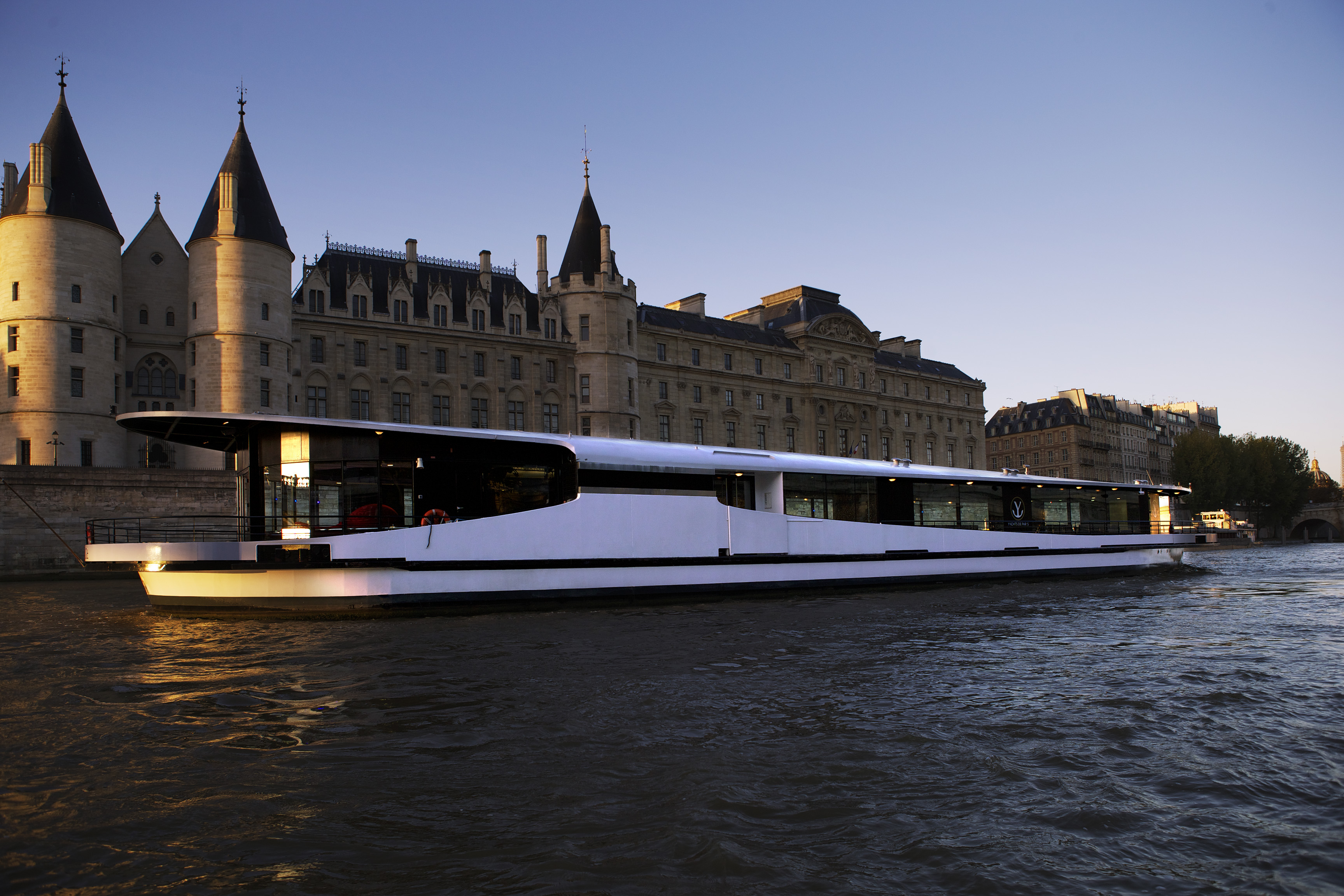
Mirage.